# Christine Stansell
Christine Stansell (ur. 1949) – amerykańska historyk, specjalizująca się w historii kobiety, kultury amerykańskiej i historii społecznej.
Ukończyła studia na Uniwersytecie w Princeton w 1971, a w 1979 uzyskała stopień doktora na Uniwersytecie Yale. Od 1982 pracowała w Princeton, skąd w 2007 przeniosła się na Uniwersytet Chicagowski.

## Książki
- American Moderns: Bohemian New York and the Creation of a New Century, Owl Books
- City of Women: Sex and Class in New York, 1789–1860, University of Illinois Press
- Powers of Desire: The Politics of Sexuality (New feminist library), Monthly Review Press